# Qingshan (ort)
Qingshan (kinesiska: 青山) är en ort i Kina. Den ligger i provinsen Shandong, i den östra delen av landet, omkring 330 kilometer öster om provinshuvudstaden Jinan. Antalet invånare är 2 233.
Närmaste större samhälle är Beizhai, 15,5 km nordväst om Qingshan. 
Genomsnittlig årsnederbörd är 852 millimeter. Den regnigaste månaden är juli, med i genomsnitt 278 mm nederbörd, och den torraste är januari, med 12 mm nederbörd.